# Burkittsville
Burkittsville è una città nella Contea di Frederick, Maryland, Stati Uniti.

## Geografia
Burkittsville è situata a 39°23.5′N 77°37.6′W (39.3915, -77.6271).
Secondo l'United States Census Bureau, la città ha una superficie totale di 0,45 miglia quadre (1,17 km²).

## Storia
L'insediamento inglese in questa regione è iniziato all'inizio del XVIII secolo. 
Burkittsville venne fondata da due proprietari terrieri: il maggiore Joshua Harley e Henry Burkitt. La metà occidentale è stata fondata per la prima volta come "Harley's Post Office" nel 1824. Dopo la morte di Harley, avvenuta nel 1828, Burkitt la ribattezzò Burkittsville. Nei successivi trent'anni la città crebbe come una comunità con negozi, fabbri, una scuola ed una conceria.
Il 13 settembre 1862, la cavalleria confederata sotto il comando del colonnello Thomas Munford (sotto il generale J.E.B. Stuart) occupò Burkittsville. Domenica 14 settembre, le forze dell'Unione e l'esercito confederato si scontrarono in quella nota come la battaglia di Crampton's Gap, un sanguinoso preludio della battaglia di Antietam. Le chiese riformate e luterane e la scuola adiacente furono utilizzate come ospedali per i più di 300 feriti di entrambe le parti. Questi edifici esistono tutt'oggi.

Quasi tutta Burkittsville è un distretto storico, registrata nel National Register of Historic Places il 20 novembre 1975. Il distretto di 300 ettari comprende circa 70 strutture contributive. Il distretto storico di Burkittsville fa parte del più grande Crampton's Gap Historic District, che comprende la parte meridionale delle terre coinvolte nella battaglia di South Mountain, che si estende dal lato occidentale del Crampton's Gap, sulle South Mountain e circa a un miglio ad est di Burkittsville.

## Società

### Evoluzione demografica

#### Censimento 2010
Secondo il censimento fatto nel 2010, vi erano 151 persone, 69 households e 42 famiglie residenti in città. La densità della popolazione era di 335,6 abitanti per miglio quadro (129,6/km²). Ci sono 74 unità abitative con una densità media di 164,4 per miglio quadro (63,5/km²). La componente razziale nella città era del 99,3% bianchi e dello 0,7% di asiatici. Ispanici o latini di qualsiasi razza erano l'1,3% della popolazione.

## Cultura
Sebbene il film The Blair Witch Project asserisca che la storia della Strega di Blair sia del tutto reale, non risultano esserci certezze sull'esistenza di una strega nella storia della città e a oggi la storia da cui ha preso spunto il film è ritenuta, dalla maggior parte delle persone e degli addetti ai lavori, solamente una leggenda.